# École nationale supérieure des beaux-arts

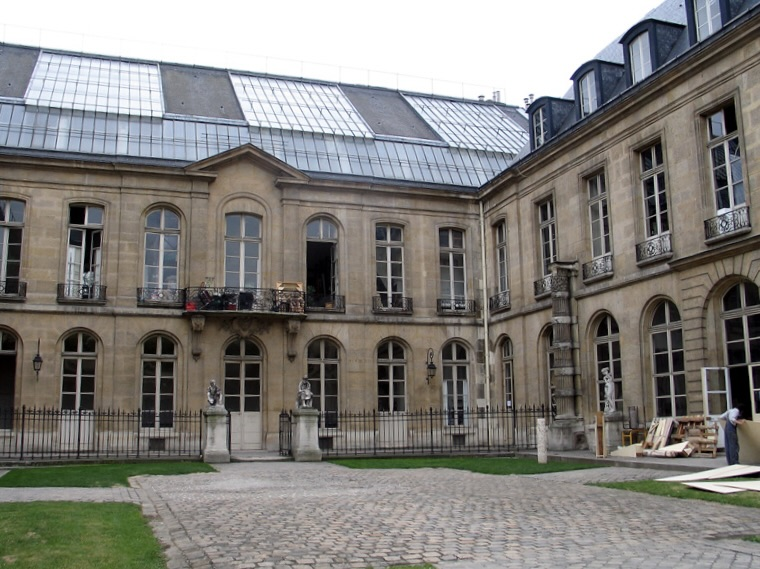
Imatge del pati interior de la seu

L'École Nationale Supérieure des Beaux-Arts (ENSBA), popularment anomenada Beaux-Arts de Paris (en català: Escola Nacional Superior de Belles Arts) és una escola d'art de París, fundada el 1648 per Charles Le Brun com Académie royale de peinture et de sculpture. Es tracta d'una institució pública sota la tutela de l'Estat i depenent del ministeri de cultura.
La disciplina d'arquitectura formava part del programa curricular de l'ENSBA fins al 1968. El ministre de cultura de llavors André Malraux, per trencar amb l'academicisme i calmar els conflictes polítics, va crear les Unités Pédagogiques d'Architecture (UPA) a tot el territori, trencant la unitat de les disciplines de les Belles Arts. Les UPA han estat transformades a Écoles Nationales Supérieures d'Architecture ENSA.

## Història
L'ensenyament que rebien els estudiants es basava únicament en el dibuix, a partir del model al natural i en l'escultura antiga. Els professors eren tots membres de l'Acadèmia. Els candidats a l'accés a l'Escola de les Belles Arts (les dones no hi foren admeses fins al 1897) havien de fer un examen d'admissió que consistia en l'execució d'una figura nua dibuixada segons el model natural.
Cada any els alumnes eren invitats a participar en nombrosos concursos que constituïen un seguit d'etapes abans de la recompensa suprema que representa el Premi de Roma. Paradoxalment, mentre que a l'Escola només s'ensenyava dibuix, alguns d'aquests concursos ho eren de pintura. Els temes proposats eren essencialment trets de la mitologia i de la història grega i romana, d'una part, i de la Bíblia, de l'altra. Els ensenyaments estaven adreçats a adquirir els coneixements necessaris per al tractament d'aquests temes. A tall d'exemple, l'any 1857, el tema del concurs de paisatge històric era "Jesús i la Samaritana", i el de composició històrica "La resurrecció de Llàtzer".
Fins al 1863, els programes de l'École van seguir sent tan limitats com ho havien estat durant el segle XVIII: només s'impartien classes de dibuix, anatomia i perspectiva, i a més també, i això és prou significatiu, d'història antiga. En realitat, l'École no ensenyava a pintar, tot i que sí que ho feien molts tallers particulars dirigits per artistes famosos
Criticada des de mitjan segle, acusada de fomentar més la perseverança que el talent, l'Escola fou objecte d'una reforma el 1863. L'ensenyament del dibuix seguiria tenint la supremacia, però s'hi obriren tallers on s'ensenyaven pintura i escultura.
Paral·lelament a aquest ensenyament oficial, existien tallers privats. Fins a la reforma de 1863, foren només els llocs on els alumnes es podien assabentar de les tècniques de la pintura. Després de la introducció dels tallers de pintura al si de l'Escola, aquests tallers independents subsistiren i permetien als joves artistes escapar al jou de l'ensenyament acadèmic. Els més cèlebres d'aquests tallers foren l'Acadèmia suïssa, oberta el 1815, el taller que dirigia Charles Gleyre a partir de 1844, i l'Acadèmia Julian, que funcionava des de 1868.

## Alumnes destacats
- Antoine Bourdelle, escultor
- Bernard Buffet, pintor
- Joann Sfar, dibuixant i guionista de còmics
- Roland Topor, pintor i il·lustrador
- Jean Nouvel, arquitecte